# مستر. مستر
مستر. مستر ((هانغل: 미스터미스터)؛ أسلوبا  MR.MR) هي فرقة فتيان كورية جنوبية، ظهرت لأول مرة في عام 2012، تحت إدارة  TH E&M مع أول أغنية منفردة رقمية لهم في 4 أكتوبر 2012، 'Who's That Girl'، الفرقة تتكون من Jin، Doyeon، Changjae، Tey، Sanghyun و Jaemin.

## وصلات خارجية
- مستر. مستر على موقع ميوزك برينز (الإنجليزية)

- الموقع الإلكتروني الرسمي
- الموقع الإلكتروني الرسمي (باليابانية)